# Gleiritsch
Gleiritsch település Németországban, azon belül Bajorországban. Lakosainak száma 636 fő (2023. december 31.).

## Népesség
A település népessége az elmúlt években az alábbi módon változott:
| Lakosok száma | 512  | 645  | 593  | 646  | 674  | 661  | 660  | 639  | 636  | 636  |
|               | 1875 | 1950 | 1975 | 2010 | 2012 | 2013 | 2015 | 2017 | 2021 | 2023 |